# Pavel Kotov
Pavel Vjatjeslavovitj Kotov (russisk: Павел Вячеславович Котов, født 18. november 1998 i Moskva, Rusland) er en professionel tennisspiller fra Rusland.